# Kalajärvi, Norrbotten
Kalajärvi är en sjö i Haparanda kommun i Norrbotten och ingår i Keräsjokis huvudavrinningsområde. Sjön har en area på 0,465 kvadratkilometer och ligger 50 meter över havet.

## Delavrinningsområde
Kalajärvi ingår i det delavrinningsområde (734371-185855) som SMHI kallar för Mynnar i Keräsjoki. Medelhöjden är 53 meter över havet och ytan är 13,26 kvadratkilometer. Det finns inga avrinningsområden uppströms utan avrinningsområdet är högsta punkten. Vattendraget som avvattnar avrinningsområdet har biflödesordning 2, vilket innebär att vattnet flödar genom totalt 2 vattendrag innan det når havet efter 23 kilometer. Avrinningsområdet består mestadels av skog (65 procent) och sankmarker (26 procent). Avrinningsområdet har 0,46 kvadratkilometer vattenytor vilket ger det en sjöprocent på 3,5 procent.